# Pepe Cola
Pepe Cola, también llamada Pepe Cola, la revista de la cordialidad, era una publicación española de chistes gráficos para adultos distribuida por Editorial Nabau y aparecida entre 1959 y 1960.

## Historia
Esta revista fue un fallido intento por parte de un colectivo de dibujantes de crear su propia editorial, como ya ocurriera con el colectivo D. E. R. y la revista Tío Vivo en 1957.

## Características
A diferencia de otras publicaciones de la época, Pepe Cola no publicaba historietas, sino únicamente chistes gráficos y artículos humorísticos "para adultos", aunque por imposiciones de la censura de la época el tono de humor utilizado en sus páginas era muy casto.

### Equipo
El equipo creador de Pepe Cola estaba compuesto por Jordi Nabau, Lucas (pseudónimo de Miguel Bernet Toledano, alias "Jorge"), Jorge Ginés "Gin", Ángel Nadal, Pablo Núñez, "Koke" y José García Lorente.

### Dirección
El director de la revista fue Miguel Roglá.

### Duración
La revista no llegó a alcanzar un año de publicación.

### Logotipo
El logotipo del título estaba basado en el de la célebre bebida Pepsi-Cola.

## Principales series de chistes gráficos de Pepe Cola
1. Adivine Ud.
2. Humor silencioso
3. Humor negro
4. Recortes de humor (selección de chistes gráficos de publicaciones extranjeras)
5. Pablo Núñez y sus chicas
6. Lucas el tremebundo

## Principales artículos de Pepe Cola
1. Humor, cámara, acción
2. Telegramas urgentes
3. Píldoras